# Závěs

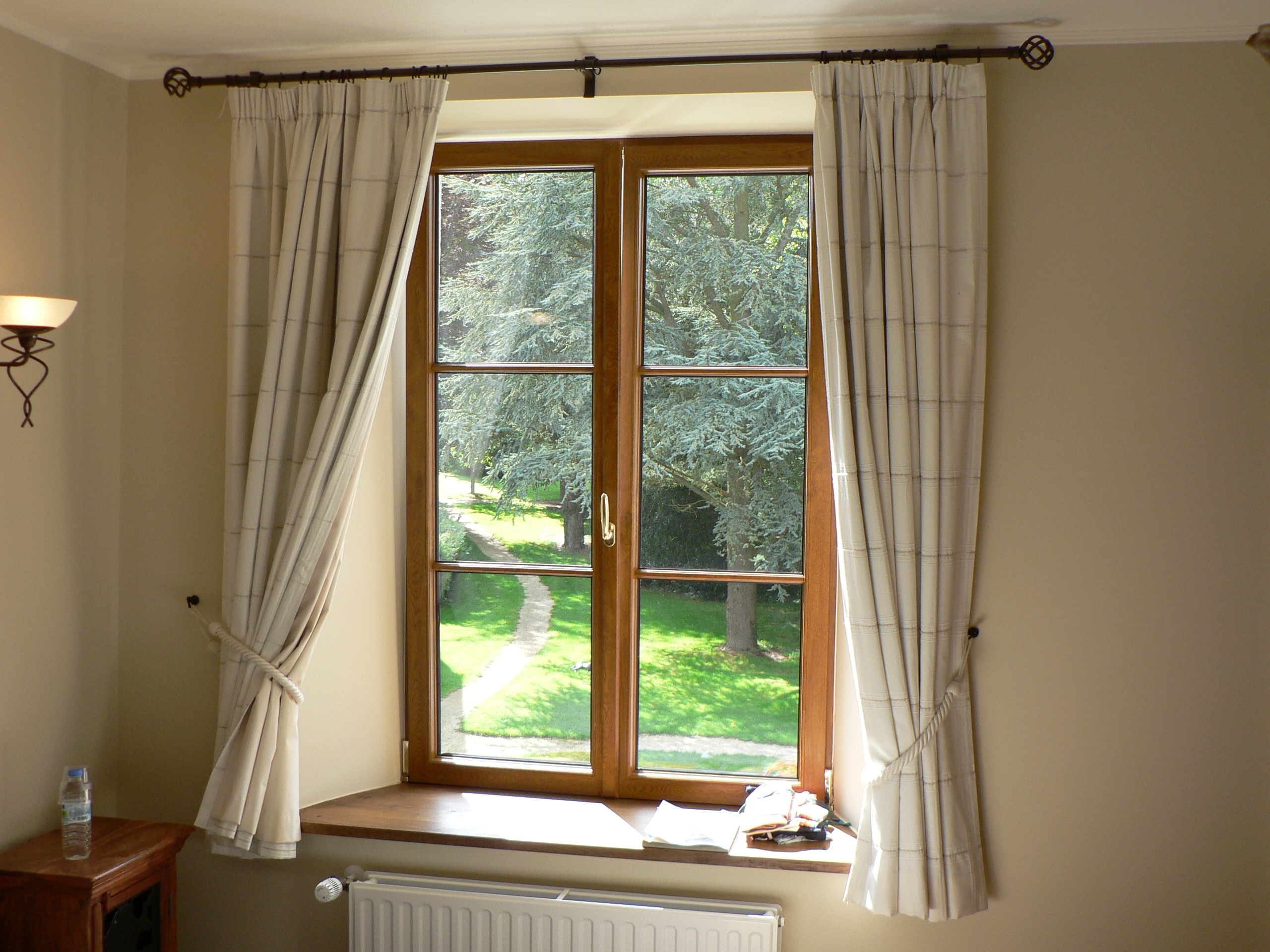
Okno se záclonou

Závěs (angl.: curtain, něm.: Vorhang) je speciální druh textilie, který se používá jako módní doplněk v interiéru a jako pomůcka pro zamezení pronikání světla z/do budovy. Je vyráběna z nejrůznějších tkaných materiálů a má různé barevné odstíny v závislosti na vkusu pořizovatele. Mohou být jednoduché nebo podšívkované. Šijí se z pruhů látky na výšku.
Závěs je uchycen na nosnou konstrukci zvanou garnýž, jež se nachází nad oknem, pomocí žabek, či kroužků a která umožňuje snadné roztahování a zatahování. V některých případech je vedle okna uchycen proužek látky, úchytka nebo úvaz se střapcem. Závěs se s jejich pomocí svazuje.
Závěsy jsou častým doplňkem záclon, které jsou vyráběny z průhledné látky a které mají primárně funkci dekorační. V některých zemích ustupují tradiční závěsy modernější formě zatemnění, žaluziím.

## Historie
Závěsy se objevují v domech v období renesance, kdy byly využívány na dveře, na postele s nebesy, či jako nástěnné závěsy. Okna  byla tehdy velmi malá, pokrytá naolejovaným papírem a zakrytá okenicemi. Závěsy se na nich nepoužívaly a obecně sloužily jako dekorační prvek místnosti. S tím, jak se začalo využívat sklo v architektuře, došlo ke zvětšení oken, což způsobilo, že do místností bylo více vidět. Potřeba uchovat si soukromí vedla k zakrývání oken závěsy, které obsahovaly složité vzory. Složitost výroby takto zdobených závěsů se odrážela v rozšíření závěsů primárně mezi nejbohatšími společenskými vrstvami. Teprve průmyslová revoluce vedla ke zlevnění výroby a rozšíření závěsů do celé společnosti.
U nás se v minulosti místo závěsu často požívala takzvaná fíroňka (firhaněk, firhaňka), což byl v podstatě levný pruh plátna který se zavěšoval před okno. Na rozdíl od závěsu se však fíroňka nezavěšovala do garnyže, ale přímo na hřebíčky zatlučené do okenních rámů pomocí poutek v rozích. Nad fíroňkou se často nechávala mezera cca 20 cm. Ještě dnes se lze na některých vesnicích, hlavně na Chodsku a Slovácku setkat s tímto způsobem zatemnění.[zdroj?]